# Ormosia cinerea
Ormosia cinerea är en ärtväxtart som beskrevs av Raymond Benoist. Ormosia cinerea ingår i släktet Ormosia och familjen ärtväxter. Inga underarter finns listade i Catalogue of Life.